# 診療放射線技師国家試験
診療放射線技師国家試験（しんりょうほうしゃせんぎしこっかしけん）とは、日本の国家資格である、診療放射線技師の免許を取得するための国家試験である。診療放射線技師法第18条に基づいて行われ、厚生労働省医政局が監修している。

## 受験資格
- （1）学校教育法（昭和22年法律第26号）第90条第１項の規定により大学に入学することができる者（法第20条第１号の規定により文部科学大臣の指定した学校が大学である場合において、当該大学が学校教育法第90条第２項の規定により当該大学に入学させた者又は法附則第11項の規定により学校教育法第90条第１項の規定により大学に入学することができる者とみなされる者を含む。）であって、文部科学大臣が指定した学校又は都道府県知事が指定した診療放射線技師養成所において、3年以上診療放射線技師として必要な知識及び技能の修習を終えたもの（その年の指定する日までに修業し、又は卒業する見込みの者を含む。）
- （2）外国の診療放射線技術に関する学校若しくは養成所を卒業し、又は外国で法第3条の規定による免許に相当する免許を受けた者で、厚生労働大臣が(1)に掲げる者と同等以上の学力及び技能を有すると認めたもの
- （3）昭和58年改正法の施行の際（昭和59年10月1日）現に診療エックス線技師又は診療エックス線技師試験を受けることができた者であって、旧法第20条に規定する文部大臣が指定した学校又は厚生大臣が指定した診療放射線技師養成所において、1年以上、診療放射線技師として必要な知識及び技能の修習を終えたもの（昭和58年改正法の施行の際現に修習中の者であって、同法施行後にその修習を終えたものを含む。）

## 試験日・合格発表日
- 試験日
  - 例年2月下旬の木曜

- 合格発表日
  - 例年3月下旬

## 試験地
2016年（平成28年）度の試験地は以下の通りである。2016年（平成28年）度より、新たに沖縄県が追加された。
- 北海道、 宮城県、 東京、 愛知県、 大阪府、 広島県、 香川県、 福岡県及び 沖縄県

## 試験科目
- （1）放射化学　［午前4問午後4問：計8問］

放射線を発生する物質の種類と特性、放射性物質の定量法、放射性物質の取扱について
- （2）診療画像機器学　［午前10問午後10問：計20問］

X線発生装置と受像装置、一般X線撮影装置・撮影補助器具の原理、CT・MRI・血管造影・超音波検査・眼底検査等の機器の原理について
- （3）診療画像検査学　［午前10問午後10問：計20問］

解剖学、MRI検査法、超音波検査法、眼底写真撮影法、疾患と検査の適応、および画像診断（読影）について
- （4）核医学検査技術学　［午前10問午後10問：計20問］

放射性医薬品の種類と体内での動態、核医学検査装置、核医学検査法、画像処理、検体計測、検査適応疾患、画像診断（読影）について
- （5）放射線治療技術学　［午前10問午後10問：計20問］

治療適応疾患、治療用放射性物質、治療装置、外部照射法、小線源治療法、治療計画、線量測定、治療精度管理、治療方針について
- （6）医用画像情報学　［午前5問午後5問：計10問］

放射線写真フィルムの原理と特性、デジタル画像、画像処理、情報処理工学について
- （7）基礎医学大要　［午前15問午後15問：計30問］

解剖学、生理学、病理学、生化学、公衆衛生学、免疫学等の基礎医学全般、主要疾患の症状と検査適応（臨床医学）について
- （8）放射線生物学（放射線衛生学を含む）　［午前5問午後5問：計10問］

放射線の細胞・臓器・人体に対する影響のメカニズム、放射線障害の種類と症状、障害のレベルに関与する因子について
- （9）放射線物理学　［午前5問午後5問：計10問］

原子の物理学的基礎、放射線の種類と特性、微視的レベルでの放射線と物質の反応、磁気・超音波の特性について
- （10）医用工学　［午前3問午後4問：計7問］

放射線機器を構成する回路の基礎としての電気工学・電子工学について
- （11）放射線計測学　［午前5問午後5問：計10問］

放射線の測定法とその原理、測定機器の種類と原理、各種放射線の線量計算について
- （12）エックス線撮影技術学　［午前10問午後10問：計20問］

X線撮影の基礎、解剖学、造影剤および各種投与薬剤の薬理、X線一般撮影法、CT撮影法、血管撮影法、および画像診断（読影）について
- （13）画像工学　［午前3問午後2問：計5問］

放射線の撮影画像に対する画像解析法・画像評価法、画質について
- （14）放射線安全管理学　［午前5問午後5問：計10問］

放射線障害、放射線関連の法令、被曝低減の対策、緊急被曝医療、放射線診療従事者の健康管理、放射性物質の取扱について
※全14科目、合計200問
ただし、行政事務の簡素合理化及び整理に関する法律（昭和58年法律第83号。以下「58年改正法」という。）による改正前の診療放射線技師及び診療エツクス線技師法（昭和26年法律第226号。以下「旧法」という。）に定める診療エックス線技師試験（以下「診療エックス線技師試験」という。）又は法附則第7項の規定による試験（以下「特例試験」という。）に合格した者であって、受験願書にその旨を記載し、試験科目の免除を受けて診療放射線技師試験を受けようとするものについては、次の科目が免除される。
- 基礎医学大要
- 放射線生物学（放射線衛生学を含む。）
- 放射線物理学
- 医用工学
- 放射線計測学
- エックス線撮影技術学
- 画像工学
- 放射線安全管理学

実際の試験は丸1日かけて行われ、2013年（平成25年）度の第66回試験までは午前に放射化学、診療画像機器学、診療画像検査学、核医学検査技術学、放射線治療技術学、医用画像情報学（計98問）、午後に基礎医学大要、放射線生物学、放射線物理学、医用工学、放射線計測学、エックス線撮影技術学、画像工学、放射線安全管理学（計102問）の順に行われていた。しかし、2014年（平成26年）度の第67回試験より試験科目の出題順が変更され、全14教科をほぼ半分に分けたため、午前（計98問）午後（計102問）の試験にそれぞれ全14教科が出題されるようになった。さらに翌2015年（平成27年）度の第68回試験以降は、午前100問午後100問の計200問となった。

## 試験日程
第69回診療放射線技師国家試験は以下のように行われた。
- 日時：2017年（平成29年）2月23日（木曜日）
- 集合時刻：午前8時45分
- 説明開始時刻：午前9時
- 午前の試験時間：9時30分～12時5分
- 昼休憩：12時5分～12時55分
- 午後の説明開始時刻：12時55分～13時25分
- 午後の試験時間：13時25分～16時00分

- 持ち物：受験票、HB鉛筆、プラスチック消しゴム、黒のボールペン
- 試験中持ち込みが許可されているもの：無地のマスク、定規
- 試験中に利用不可なもの：シャープペンシル、電卓、コンパス、携帯電話、そのほかメール送受信機能があるもの。
- 答案用紙について：2種類存在する（カンニング防止のため）。どちらか1種類のみ配布される。
- 試験の間は、携帯電話、スマートフォン等は電源を切り、試験官より渡された茶色の封筒の中に入れ、封筒に受験番号を書き、机上へ出しておく必要がある。
- また、マスクやストールなど着用する場合は、試験開始前に文字等の記載がないか試験官より確認を受ける。

- 参考資料：「第69回　診療放射線技師国家試験受験者留意事項」

## 合格の基準と合格率
合格基準については合格発表後に掲示される。 ただし得点が6割にあたる120点に満たないとその時点で不合格となる。また、0点の教科が2教科以上でも不合格となる。
近年の合格率は以下の通りである。
| 回     | 当該年               | 受験者数 | 合格者数 | 合格率 |
| ------ | -------------------- | -------- | -------- | ------ |
| 第56回 | 2003年（平成15年）度 | 2,505    | 1,851    | 73.9%  |
| 第57回 | 2004年（平成16年）度 | 2,606    | 1,868    | 71.7%  |
| 第58回 | 2005年（平成17年）度 | 2,645    | 1,655    | 62.6％ |
| 第59回 | 2006年（平成18年）度 | 2,821    | 2,158    | 76.5%  |
| 第60回 | 2007年（平成19年）度 | 2,444    | 1,818    | 73.2%  |
| 第61回 | 2008年（平成20年）度 | 2,457    | 1,828    | 74.4%  |
| 第62回 | 2009年（平成21年）度 | 2,460    | 1,968    | 80.0%  |
| 第63回 | 2010年（平成22年）度 | 2,670    | 1,898    | 71.1%  |
| 第64回 | 2011年（平成23年）度 | 2,528    | 2,108    | 83.4%  |
| 第65回 | 2012年（平成24年）度 | 2,426    | 1,616    | 66.6%  |
| 第66回 | 2013年（平成25年）度 | 2,907    | 2,224    | 76.5%  |
| 第67回 | 2014年（平成26年）度 | 2,839    | 2,095    | 73.8%  |
| 第68回 | 2015年（平成27年）度 | 3,016    | 2,377    | 78.8%  |
| 第69回 | 2016年（平成28年）度 | 2,939    | 2,511    | 85.4%  |
| 第70回 | 2017年（平成29年）度 | 2,971    | 2,237    | 75.3%  |

合格者は新卒者が占める割合が多く、第68回国家試験の合格率は新卒90.9%、既卒35.1%であった。